# Saint-André-en-Terre-Plaine
Saint-André-en-Terre-Plaine là một xã của Pháp,tọa lạc ở tỉnh Yonne trong vùng Bourgogne.

## Hành chính
| Danh sách các thị trưởng               |           |                 |      |         |
| Giai đoạn                              | Giai đoạn | Tên             | Đảng | Tư cách |
| 1896                                   | 1900      | Félix Noirot    |      |         |
| 1900                                   | 1925      | Louis Saunois   |      |         |
| 1925                                   | 1935      | Henri Dannoux   |      |         |
| 1935                                   | 1939      | Philippe Robert |      |         |
| 1939                                   | 1942      | Alfred Rouard   |      |         |
| 1942                                   | 1959      | Pierre Robert   |      |         |
| 1959                                   | 1983      | Marcel Dannoux  |      |         |
| 1983                                   | 1989      | Georges Rouchon |      |         |
| 1989                                   | 2008      | André Dannoux   |      |         |
| 2008                                   |           | Jean-Luc Robert |      |         |
| Tất cả các dữ liệu trước đây không rõ. |           |                 |      |         |

## Biến động dân số
| Năm | 1962 | 1968 | 1975 | 1982 | 1990 | 1999 |
| --- | ---- | ---- | ---- | ---- | ---- | ---- |
| Dân số | 245  | 250  | 175  | 183  | 193  | 186  |
| From the year 1962 on: No double counting—residents of multiple communes (e.g. students and military personnel) are counted only once. |      |      |      |      |      |      |